# Ашурбейлі Ігор Рауфович
Ігор Рауфович Ашурбейлі або Ігор Рауф оґли Ашурбейлі (азерб. İqor Rauf oğlu Aşurbəyli, нар. 9 вересня 1963, Баку, Азербайджанська РСР) — російський підприємець. Голова ради деректорів холдингу «Соціум», науковий керівник КБ-1. У 2001—2011 роках — генеральний директор НВО ВАТ «ГСКБ „Алмаз-Антей“». Доктор технічних наук. 12 жовтня 2016 року заснував космічну державу Асгардія, чиїм королем він тепер і є.
Нащадок відомого азербайджанського роду Ашурбекових (азербайджанських нафтопромисловців-аристократів).

## Космічна держава Асгардія
12 жовтня 2016 року оголосив про створення першої в історії людства космічної держави — Асгардії. 26 червня 2018 року під час візиту до місії ООН у Відні склав присягу перед дипломатами, дослідниками, експертами з права й інженерами зі всього світу як король Асгардії.